# Sulaymon Latipov
Sulaymon Nematovich Latipov (ur. 8 października 1997 w Bucharze) − uzbecki bokser kategorii papierowej, młodzieżowy wicemistrz igrzysk olimpijskich oraz wicemistrz młodzieżowych mistrzostw świata z 2014 roku.

## Kariera amatorska
W kwietniu 2014 był uczestnikiem młodzieżowych mistrzostw świata w Sofii. W półfinale mistrzostw pokonał wyraźnie na punkty Azera Rüfəta Hüseynova, a w finale przegrał na punkty z Kazachem Szałkarem Ajkynbajem. W sierpniu 2014 został młodzieżowym wicemistrzem olimpijskim w kategorii koguciej. W półfinale igrzysk wygrał na punkty z reprezentantem Japonii Subaru Muratą, a w finale przegrał ze swoim byłym rywalem z mistrzostw świata, Rüfətem Hüseynovem.